# Cyclocephala histrionica
Cyclocephala histrionica är en skalbaggsart som beskrevs av Hermann Burmeister 1847. Cyclocephala histrionica ingår i släktet Cyclocephala och familjen Dynastidae. Inga underarter finns listade i Catalogue of Life.